# Investmentbankverksamhet i USA
En investmentbank är en bank som förmedlar och ibland även emitterar finansiella tillgångar. Den ger vanligen även finansiell rådgivning och handlar för egen räkning. Genom sin tillgång till finansiella marknader hjälper investmentbanker sina kunder att erhålla kapital genom att exempelvis emittera aktier och obligationer. Kunderna kan vara större företag eller länder som behöver låna för att täcka budgetunderskott. Investmentbanker kan även introducera större och mindre företag på en aktiebörs samt organisera sammangåenden och förvärv.

## Historik

### 1800-talet
Den första moderna investmentbanken i USA skapades av finansmannen Jay Cooke från Philadelphia under det amerikanska inbördeskriget. Privata banker hade dock till viss del opererat som investmentbanker ända sedan början av 1800-talet. Utvecklingen mot investmentbanker följde flera olika spår. Några valutaväxlare gick från att huvudsakligen ägna sig åt växling till och från utländsk valuta till att bli privata banker och då även inkludera några investmentbankfunktioner. Andra startade som handelsföretag och gick därifrån till att bli investmentbanker.
I början av 1880-talet växte populiströrelsen, vilka skyllde de ekonomiska problemen på bankirerna, inte minst Rothschilds. Populiströrelsens kritik av bankirerna förde också med sig en växande antisemitism, vilken bland annat stärktes av Morgan-Bonds-skandalen 1896. Det spreds också ett rykte om att de judiska bankirerna höll på med en konspiration för att fixera valutan och införa guldstandard.